# Frank Onyeka
Frank Onyeka, né le 1er janvier 1998 à Maiduguri au Nigeria, est un footballeur international nigérian qui évolue au poste de milieu central au FC Augsbourg, en prêt de Brentford FC.

## Biographie

### Jeunesse et formation
Originaire du Nigeria, Frank Onyeka passe par le club local du FC Ebedei avant de rejoindre en 2016 le Danemark et le centre de formation du FC Midtjylland.

### FC Midtjylland
C'est donc avec le FC Midtjylland qu'il fait ses débuts en professionnel lors de la saison 2017-2018, en jouant un match de Superligaen face à l'AC Horsens le 9 février 2018. Ce jour-là il entre en jeu et s'illustre en inscrivant également son premier but en professionnel, participant à la victoire de son équipe (0-2). Il se distingue à nouveau lors du match suivant, le 18 février face au cador du championnat, le FC Copenhague, en marquant son deuxième but pour le club. Il est titularisé au poste d'ailier droit lors de cette partie et son équipe s'impose sur le score de trois buts à un.
Le 24 juillet 2018, Onyeka joue son premier match de Ligue des Champions lors de la rencontre qualificative face au FK Astana. Ce jour-là Midtjylland est battu sur le score de deux buts à un.

### Brentford FC
Le 20 juillet 2021, Frank Onyeka rejoint le Brentford FC, où il s'engage pour un contrat de cinq ans,.

### FC Augsbourg
Le 30 août 2024, Frank Onyeka rejoint le FC Augsbourg sous la forme d'un prêt d'une saison.

### En sélection
Frank Onyeka est convoqué pour la première fois avec l'équipe nationale du Nigeria en septembre 2020 par le sélectionneur Gernot Rohr,. Il honore sa première sélection lors de ce rassemblement, contre l'Algérie, en étant titularisé au milieu de terrain. Son équipe s'incline toutefois par un but à zéro.
En décembre 2021, Onyeka est retenu par le sélectionneur Gernot Rohr pour participer à la coupe d'Afrique des nations 2021. 
Onyeka inscrit son premier but en sélection le 16 octobre 2023, lors d'un match amical contre le Mozambique. Titulaire, il participe à la victoire de son équipe par trois buts à deux.
Le 29 décembre 2023, il est retenu dans la liste des vingt-cinq joueurs nigérians sélectionnés par José Peseiro pour disputer la Coupe d'Afrique des nations 2023.

## Palmarès
- FC Midtjylland
  - Champion du Danemark en 2018 et 2020.
  - Vainqueur de la Coupe du Danemark en 2019.